# Before Women Had Wings
Before Women Had Wings é um filme americano, de 1997, produzido pela rede de TV americana ABC.

## Sinopse
Glory Marie (Ellen Barken) é uma mulher sofrida, que convive com um marido alcoólatra, que constantemente a agride e violenta. Contudo, quando seu marido se suicida, ela passa a sentir-se pressionada por ter de criar suas duas filhas sozinhas.
Vivendo num trailer, as três continuam a viver num ambiente angustiante, aonde Marie, outra vítima do alcoolismo, é quem passa a ser a agressora de suas filhas.
Felizmente, quando o caminho de Marie cruza-se com o de Madame Zora (Oprah Winfrey), outra mulher com uma história bastante trágica, uma ponta de esperança parece surgir para sua família.

## Prêmios e indicações
O filme recebeu indicações ao Emmy, Globo de Ouro e ao Satellite Awards, todas para Ellen Barkin, que só não conseguiu ganhar o Globo de Ouro.

## Elenco
- Oprah Winfrey ...  Zora Williams
- Ellen Barkin  ...  Glory Marie Jackson
- Tina Majorino ...  Abigail 'Bird' Jackson
- Julia Stiles  ...  Phoebe Jackson
- John Savage   ...  Billy Jackson
- Burt Young    ...  Louis Ippolito
- William Lee Scott ...  Hank Jackson